# Wilfried Brauer
Wilfried Brauer (Berlim, 8 de agosto de 1937 – Bonn, 25 de fevereiro de 2014) foi um cientista da computação alemão, professor emérito da Universidade Técnica de Munique.

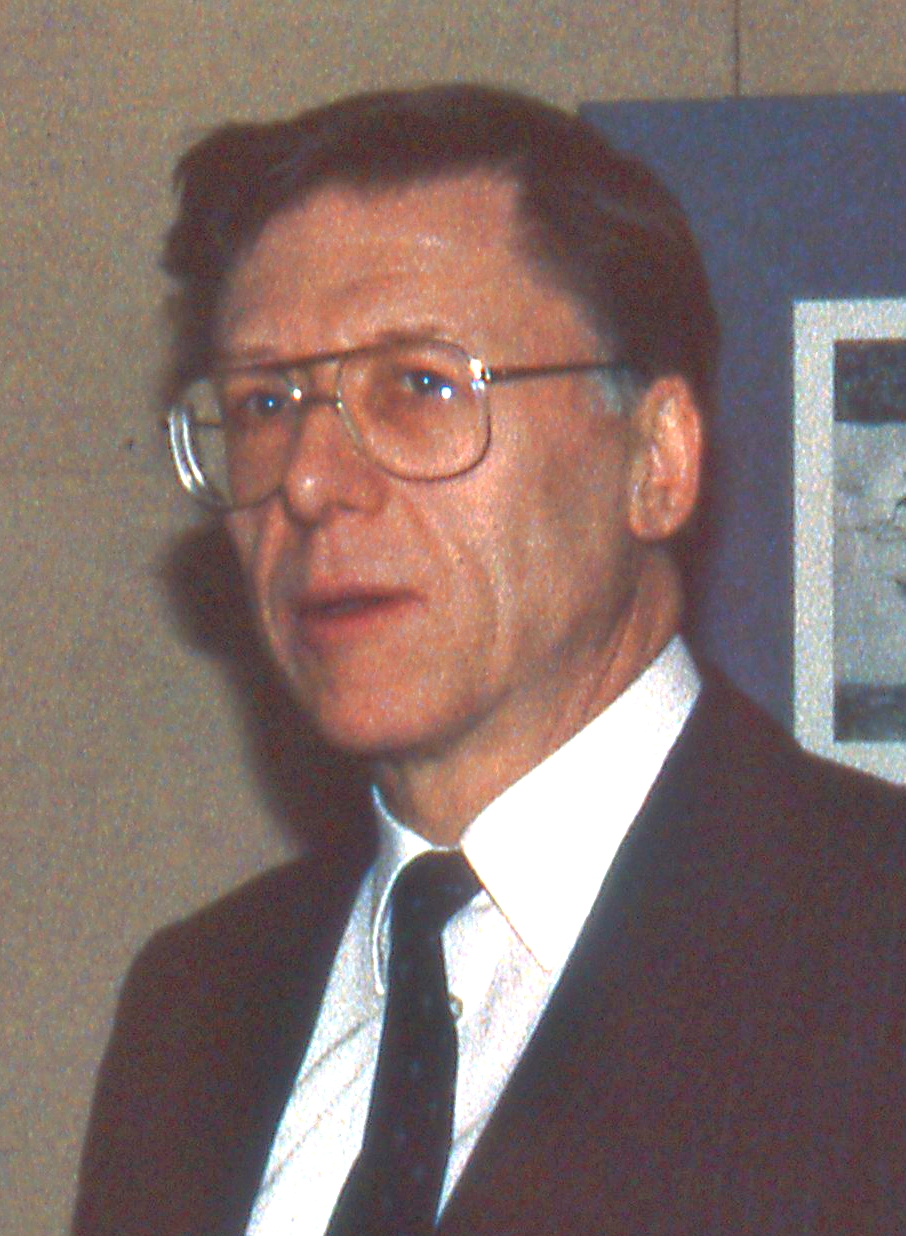
Wilfried Brauer 1995

## Formação e carreira
Brauer estudou matemática, física e filosofia na Universidade Livre de Berlim. Obteve um doutorado em matemática em 1966 na Universidade de Bonn, com uma tese sobre a teoria de grupos profinitos.
De 1998 a 2001 foi presidente da Gesellschaft für Informatik, a sociedade de ciência da computação da Alemanha. De 1994 a 1999 foi vice-presidente da  International Federation for Information Processing.

## Prêmos e honrarias
- Felix Hausdorff-Gedächtnispreis (1966)[4]
- doutor honoris causa da Universidade de Hamburgo (1996)[5]
- Werner Heisenberg Medal (2000)[4]
- IFIP Isaac L. Auerbach Award (2002)[6]
- doutor honoris causa da Universidade Livre de Berlim (2004)[7]
- um dos dez fellows inaugurais da European Association for Theoretical Computer Science (2014, póstumo).[8][9]

## Publicações

### Livros
- Über das Turingsche Modell einer Rechenmaschine und den Begriff des Algorithmus, Diploma Thesis, Freie Universität Berlin, 1962
- Zur Theorie der pro-endlichen Gruppen. Doctorate Thesis, Universität Bonn, 1968 (Advisor: Wolfgang Krull)
- com Klaus Indermark: Algorithmen, Rekursive Funktionen und Formale Sprachen (in German), 1968.
- Automatentheorie (in German), Teubner 1984.
- com Friedrich L. Bauer and H. Schwichtenberg: Logic and Algebra of Specifications, 1993

### Editor
- Wilfried Brauer (ed.): Gesellschaft für Informatik e.V., 3. Jahrestagung, Hamburg, 8.-10. Oktober 1973. Lecture Notes in Computer Science Volume 1, Springer 1973
- Texts in Theoretical Computer Science. An EATCS Series. Series Editors: Brauer, W., Hromkovič, J., Rozenberg, G., Salomaa, A., publisher's page.